# Enid Nemy
Enid Nemy (Winnipeg, 21 aprile 1924) è una giornalista canadese naturalizzata statunitense.
Dopo aver lavorato in Canada a The Canadian Press e alla Canadian Broadcasting Corporation, e  alle Bermuda al Mid-Ocean News, nel 1963 cominciò a lavorare al New York Times.
Qui rimase per quasi quarant'anni, fino al pensionamento, pur continuando a scrivere editoriali e necrologi di personaggi importanti anche successivamente al ritiro.